# Maison de Vincent van Gogh à Drenthe
Pour les articles homonymes, voir Maison Van Gogh.
La Van Gogh huis (la « maison de Van Gogh » en néerlandais) est un bâtiment de Veenoord (Emmen, aux Pays-Bas) où le peintre Vincent van Gogh a vécu et travaillé pendant plusieurs mois.

## Histoire

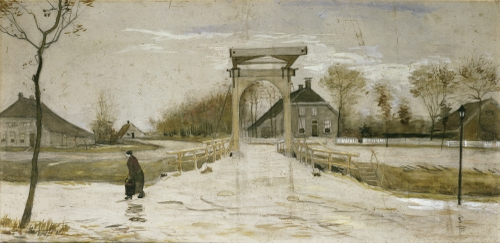
Peinture de l'ancien pont-levis à la limite de Veenoord et Nieuw-Amsterdam, visible depuis sa chambre (1883).

La maison est construite vers 1870 par ordre de Jan Albert Willinge Gratema, un avocat d'Assen, également rédacteur en chef du journal provincial Drentsche en Asser Courant (nl). En 1876, Hendrik Scholte achète la maison, qui sert de logement pour les passagers des trekschuit (en) ou coches d'eau néerlandais, des embarcations remontant les fleuves ou les canaux aux Pays-Bas.
Vincent van Gogh s'y installe en 1883 et a à sa disposition la chambre à l'étage supérieur, avec un balcon. Il y reste pendant deux mois et y réalise divers peintures et croquis à Zuidoost Drenthe à ce moment-là. Une de ces œuvres a pour sujet le pont-levis alors visible de sa chambre (voir ci-contre).
À la fin du XXe siècle, l'ancienne maison de ferry est candidate à la démolition. Mais la province de Drenthe intervient et fait rénover le bâtiment.

## Destination actuelle comme Maison Van Gogh
On reconstruit la maison telle que l'a connue Van Gogh, en réinstallant le restaurant au rez-de-chaussée, la chambre et le studio du peintre sont recréés à l'étage supérieur. Sur la porte vitrée, il y a un fragment de lettre avec l'écriture de Vincent van Gogh. Des lettres de Vincent van Gogh sont également projetées sur le mur. Un film sort au cinéma, basé sur les textes de Van Gogh qu'il a écrits ici et édités par Ferd Hugas (nl). L'acteur Mike Reus (nl) joue le rôle de Vincent van Gogh.
Grâce à l'extension du canal Hoogeveense Vaart (nl), on peut visiter le canal Stieltjes et la maison de Van Gogh dans le cadre de celle du Museum Meringa (nl), un musée d'histoire culturelle et de l'agriculture de Zandpol. Le voyage se fait à bord d'un snik (nl) Johannes Veldkamp, un bateau similaire à celui avec lequel Van Gogh a voyagé à Veenoord.